# Кирикс тон Пиерон
„Кирикс тон Пиерон“ (на гръцки: Κήρυξ των Πιερίων, в превод Проповедник от Пиерия) е гръцки вестник, издаван в Катерини.
Вестникът е основан на 19 февруари 1955 година. Собственик на вестника е Стелиос Газис, а редактор е Савас Катардзис. Списват се статии на спортни, религиозни и образователни теми. Вестникът прокарва нововъведение, като започва да публикува и туристическа колона. „Кирикс тон Пиерон“ е национален вестник, който подкрепя социалното възраждане.